# 鳥居龍藏
鳥居龍藏（日语：／ Torii Ryūzō，1870年5月4日—1953年1月14日），是一位生於日本德島縣的人類學家、民族学家、考古學家及民俗學家。

## 生平
鳥居龍藏生於德島縣德島市東船場，為家中排行第二之兒子，家裡經營菸草批發生意。
他自小學校退學後，持續學習人類學知識。1886年，參加東京人類學會。1892年，於千葉縣發現史前貝塚。隔年，入東京帝國大學人類學系擔任標本管理員，跟隨坪井正五郎學習。
自1880年代末期，鳥居就開始在日本德島、四國等地進行田野調查，後來在東京帝國大學工作期間，他每次都舉辦展覽和演講，致力於普及人類學和考古學。
1896年至1900年間，四度被東京帝國大學派遣至臺灣從事人類學研究調查。到達臺灣後，選擇徒步入山，以進行實地調查旅行；足跡遍佈臺灣本島及紅頭嶼、火燒島，並攀登玉山，橫越中央山脈，為臺灣原住民研究留下珍貴的影像與資料。完成兩部民族誌學作品《紅頭嶼土俗調查報告》及《人類學寫真集·台灣紅頭嶼》。
1906年至1907年，進行滿蒙調查。
1911年開始，在朝鮮總督府的委託下進行朝鮮半島調査，除人類學外也積極調查石器、古墳等遺物。指出學界權威關野貞錯認為高句麗古墳者應屬漢人，證明漢人在當時己移居朝鮮半島，為一巨大發現，但他亦因此於後來遭排斥。
1919年，前往西伯利亞，以黑龍江流域為中心進行原住民調査。1930年代之後，前往中國北方，將其研究主題轉向辽朝。
1923年，就任國學院大學教授。
1924年，辭去東京帝國大學教職，於自宅設立鳥居人類學研究所。
1928年，以自己的名義為上智専門学校向文部省申請並完成升級手續，成立上智大學。随後，任該校文學部長與教授。
1933年，辭去國學院大學教職。
1939年，應哈佛大學燕京研究所之特別招聘成為研究員。当時其研究課題是中國遼代，並為此前往中国北京。在北京，有哈佛大學之姐妹校燕京大学。應聘時，其頭銜為客座教授，實属該校之研究所研究員。到北京後，繼續在山東進行現場研究工作。太平洋戰爭爆發，該校被日軍關閉，他因此失去職位而貧困。日本投降後，鳥居復職，其研究一直持續到戰後。
1951年，返回日本。1953年，於東京逝世，享壽82歳。

## 紀念
1964年，於徳島縣鳴門市妙見山頂建成“徳島県立鳥居記念博物館”，為日本傳統城楼樣式，建築經費来自全徳島県民。
2010年4月1日，“德島县立鳥居龍藏記念博物館”遷至徳島市内。此館位於“文化之森”，與其他博物館共處同一設施之内。開館以来，有幾次大型展覧会，展示了鳥居的蒙古調査、台湾調査、アイヌ等。亦有舉辦講演会。

## 著作
- 『人種ノ研究』(1904年)：與楠堂隱士合著。
- 『人種學』，東京市:大日本圖書，明治37年(1904年)。
- 『苗族調査報告』（1907年）
- 『蒙古旅行』（1911年）
- 『有史以前乃日本』（1918年）
- 『武藏野及其周圍』，東京市:磯部甲陽堂，大正13年(1924年)。
- 『人類學及人種學上より見たる北東亞細亞 : 西伯利,北滿,樺太』，東京都:岡倉書院，大正14年(1925年)。
- 『極東民族 第一卷 』，東京都:文化生活研究會，大正15年(1926年)。
- 『人類學上より見たる西南支那』，東京市:冨山房，大正15年(1926年)。
- 『滿蒙の探查』，東京市:萬里閣，昭和3年(1928年)。
- 『西比利亞から滿蒙へ』，東京市:大阪屋號書店，昭和4年(1929年)。
- 『人類學上より見たる我が上代の文化』(1929年)
- 『滿蒙古蹟考』，上海商務印書館(1933年)。
- 『化石人類學』，上海商務印書館(1934年)。
- 『滿蒙其他の思ひ出』，東京市:岡倉書房，昭和11年(1936年)。
- 『有史以前の跡を尋ねて』（1925年）
- 『満蒙の調査』（1928年）
- 『ある老学徒の手記』（1953年）
- 『人類學寫真集 臺灣紅頭嶼之部』，典藏在國立中央圖書館台灣分館。(1957年)
- 『鳥居龍蔵全集』全12捲，1975年至1977年間由朝日新聞社出版。
- 『中国の少数民族地帯をゆく』朝日選書162（1980年）
- 『日本考古学選集』6・7　鳥居竜蔵集上下　築地書館 （1974年）
- 『鳥居龍藏全集』，東京:朝日新聞社，昭和50-51年，民國64-65年(1975年)。
- 『苗族調查報告』，台北：南天書局 (1978年)。
- 『探險臺灣:鳥居龍藏的臺灣人類學之旅』，楊南郡主編，台北：遠流出版社出版(1996年)。

## 相關詞條
伊能嘉矩、金關丈夫、森丑之助、鹿野忠雄、宮本延人、移川子之藏、馬淵東一、國分直一、淺井惠倫、千千岩助太郎

## 延伸閱讀
- 鳥居龍藏(一) - 中央研究院歷史語言研究所 （页面存档备份，存于）
- 鳥居龍藏(二) - 中央研究院歷史語言研究所 （页面存档备份，存于）
- BIOS Monthly 日治台灣的田野踏查與攝影術（二）：背著相機的人類學家——鳥居龍藏 × 森丑之助 （页面存档备份，存于）
- 日治時期在台學者(第 1頁)-數位典藏與數位學習國家型科技計畫成果入口網 （页面存档备份，存于）
- 為何蔡英文道歉用「雅美」而非「達悟」？Pokémon GO把鳥居龍藏抓回來就知道了！ - Mata Taiwan （页面存档备份，存于）

## 外部連結
- 德島縣立鳥居記念博物館 （页面存档备份，存于）
- 東京大学總合研究博物館　東亞・密克羅尼西亞顧照片圖像資料庫
- 鳥居龍藏的臺灣調査 （页面存档备份，存于）
- 臺灣大百科全書 （页面存档备份，存于）